# Telscombe
Telscombe è un paese di 7 146 abitanti della contea dell'East Sussex, in Inghilterra.